# 耐久力
耐久力是指生物通过消耗自身能量以长时间维持某种活动的能力，也指机体对创伤和疲倦的抵抗及承受能力。此词通常会在有氧或无氧运动中使用。“长时间”的定义取决于生物所进行的具体活动——对于无氧运动而言，几分钟便可称之为“长时间”，而对于低强度的有氧运动而言，“长时间”可以指数个小时到数天不等。
有研究指出，耐久度训练会对力量、爆发力和速度产生负面影响。